# Limba protoromână
Limba protoromână (numită și: română comună, română primitivă, română primitivă comună, străromână, romano-balcanică sau tracoromanică) este considerată de lingviști o limbă unitară din care s-au desprins ulterior idiomurile considerate de unii lingviști limbi aparte: româna, aromâna, meglenoromâna și istroromâna, iar de către alți cercetători – dialecte ale limbii române: dacoromân, aromân, meglenoromân și istroromân.
Protoromâna s-a format pe un teritoriu și într-o perioadă controversate. Ceea ce este cert este că a evoluat din limba latină vulgară numită dunăreană. Nu este o limbă atestată, trăsăturile ei fiind considerate cele comune idiomurilor romanice de est actuale.

## Formarea limbii protoromâne
Prezența latinei vulgare dunărene a început în anul 229 î.Hr., odată cu debutul cuceririlor Imperiului Roman în Peninsula Balcanică. Atestările acestei variante a latinei sunt circa 3.000 de inscripții găsite pe teritoriul fostei Dacii și alte circa 3.000 pe cel al fostei Moesii.
Din lipsa unor surse scrise suficiente și fiabile, precum și din cauza unor interese politice contrare, teritoriul de formare a protoromânei este controversat. În decursul timpului s-au confruntat mai multe teorii. În principal au existat/există părerile că s-a format: numai în sudul Dunării, numai în nordul Dunării, și în sudul, și în nordul Dunării.

## Formarea în sudul Dunării
Prima teorie a fost dezvoltată de istoricul austriac Eduard Robert Rösler, pornind de la idei ale lui Franz Josef Sulzer, Josef Karl Eder și Johann Christian von Engel, fiind adoptată de lingviști ca Gustav Weigand sau Alexandru Philippide. Conform acestei teorii, protoromâna a fost consecința romanizării populațiilor supuse de romani între Dunăre și așa-numita linie Jireček, proces care a durat timp de șase secole, începând cu al III-lea î.Hr.. Acesta este unul din argumentele în sprijinul teoriei, opus faptului că stăpânirea romană în Dacia a durat numai un secol și jumătate, timp care ar fi fost insuficient pentru romanizarea populației dace. Chiar dacă au fost coloniști romani și localnici romanizați, aceștia ar fi părăsit Dacia împreună cu autoritățile romane, la retragerea acestora în anul 271 d.Hr.. Această teorie este adoptată și în prezent, mai ales de istorici străini, în special maghiari, care consideră că românii din nordul Dunării ar fi migrat aici venind din sud, începând cu secolele XI-XII, stabilindu-se mai întâi la sud de Munții Carpați, și ar fi început să pătrundă în Transilvania cel mai devreme pe la sfârșitul secolului al XII-lea.
Acestei teorii i s-au opus celelalte două. Susținătorii lor constatau că teoria lui Rösler avea intenția de a delegitima revendicările de egalitate în drepturi ale românilor din Transilvania epocii, fundamentate inclusiv pe argumentul că românii s-au aflat deja pe acel teritoriu înaintea venirii ungurilor la sfârșitul secolului al IX-lea.

## Formarea în nordul Dunării
Teoria opusă celei a lui Rösler cel mai puțin acceptată în prezent este cea a lui Bogdan Petriceicu Hasdeu. Conform acesteia, protoromâna s-ar fi format numai la nord de Dunăre, în Dacia, după cucerirea acesteia de către romani în anul 106, și de aici s-ar fi răspândit și în sudul Dunării prin migrații de populație.
Teoria istoricului Nicolae Densușianu a pornit de la cea a lui Hasdeu, ajungând la concluzii fanteziste. După el ar fi existat o civilizație pelasgică pe întreg teritoriul dintre Oceanul Atlantic și Munții Urali, al cărei centru s-ar fi aflat pe teritoriul actual al României, iar latinii și celții ar fi fost daci emigrați încă din preistorie. Limbile lor ar fi fost dialecte ale limbii dace, din care ar fi evoluat direct și româna, aceasta fiind limba cel mai bine păstrată după cinci milenii.

## Formarea de ambele părți ale Dunării
Teoria cel mai larg acceptată de către istorici și lingviști, mai ales români, este cea a formării protoromânei și la sud, și la nord de Dunăre, ca o consecință a supunerii de către romani, începând cu anul 229 î.Hr., a unor popoare indo-europene precum, mai întâi, ilirii și tracii, apoi geții și, în final, dacii, în anul 106 d.Hr.. Colonizarea de către romani a dus la un proces de romanizare a populațiilor locale, deoarece pentru numeroșii coloni originari din toate regiunile Imperiului Roman, latina vulgară era singura limbă de comunicare cu aceste populații, care au adoptat-o și ele până la urmă. De aceea, limbile traco-ilirice, printre care cea a dacilor, au dispărut, în afară de cea vorbită în Albania actuală, în română rămânând din ea doar puține cuvinte. Această teorie se opune în special celei a lui Rösler, în cadrul teoriei continuității daco-romane, general răspândită printre istoricii români, conform căreia dacii au fost romanizați, iar majoritatea lor nu și-au părăsit țara la plecarea autorităților romane, ceea ce implică ideea că românii erau deja în Transilvania la venirea ungurilor. Această teorie a fost adoptată și de majoritatea lingviștilor români actuali, care îi continuă prin aceasta pe înaintașii lor: Ovid Densusianu, Sextil Pușcariu, Theodor Capidan, Alexandru Rosetti, Emil Petrovici, Gheorghe Ivănescu etc..

## Epoca formării limbii protoromâne
Epoca formării protoromânei este și ea controversată: secolele V-VII/VIII, secolul al VI-lea, secolele VI-VIII, secolele VII-VIII sau secolul al VIII-lea.
Singura atestare a protoromânei ar fi, după unii autori, fraza: torna, torna, fratre („întoarce-te, întoarce-te, frate”). Primul cuvânt, repetat, apare la cronicarul bizantin Teofilact din Simocatta, în jurul anului 630. Toată fraza a fost transcrisă de alt cronicar bizantin, Teofan Spovednicul, prin anii 810-814. Ar fi fost rostită în anul 587, în timpul unei campanii împotriva avarilor, de către un ostaș al armatei bizantine care, observând că povara purtată de catârul tovarășului ce mărșăluia înaintea lui căzuse, a vrut să-l atenționeze. Ceilalți ostași ar fi interpretat aceasta ca o comandă de întoarcere și ar fi transmis-o mai departe în față, ceea ce ar fi provocat deruta oastei. Această atestare ar fi dovada că populația locală vorbea protoromâna în secolul al VI-lea. Alți autori însă o consideră că este deja o frază în aromână, pe când după alții ar fi încă în latina vulgară dunăreană.
În secolul al VI-lea au început să pătrundă pe teritoriul protoromânei slavii, prezența lor devenind masivă în secolul următor. Treptat, aceasta a provocat dislocarea maselor de protoromâni, ceea ce a dus până la urmă la dezmembrarea limbii protoromâne în idiomurile romanice de est actuale. Se presupune că aromâna s-a desprins din ea spre sfârșitul secolului al X-lea, iar a doua care a devenit o entitate distinctă a fost meglenoromâna, în secolele XII-XIII. Despre separarea instroromânei, părerile sunt împărțite, atât în ce privește entitatea din care s-a separat, cât și perioada procesului: dacoromâna și secolul al X-lea, sau un idiom sud-dunărean și secolul al XIII-lea.

## Trăsăturile protoromânei
Conform teoriei celei mai răspândite, substratul protoromânei este traco-dac. Acesta este atestat numai de urme incerte: notații sporadice ale unor autori din Antichitate, unele cuvinte de pe inscripții și monede grecești și romane, nume proprii (de locuri, de ape, de munți, de persoane), nume de plante medicinale din lucrări de botanică și de medicină grecești și latine.
În general, se consideră de origine tracă-dacă cuvintele românești de origine indo-europeană care se găsesc și în limba albaneză, nefiind în niciuna din ele de origine latină, greacă sau slavă. Referința la albaneză se bazează pe faptul că aceasta provine din tracă (după unii lingviști) sau din iliră (după alții).
Din acest substrat au rămas puține cuvinte, al căror număr este controversat, câteva elemente de formare a cuvintelor, morfologice și sintactice, care nu au influențat caracterul latin în esență al limbii.
Limba protoromână a avut ca suprastrat slava comună, care a influențat-o între secolele al VII-lea și al al XI-lea, manifestându-se mai mult prin cuvinte și afixe lexicale, și mai puțin prin unele trăsături fonetice, morfologice și sintactice.
Principalele trăsături ale protoromânei moștenite din latină sau date de evoluții pornind de la aceasta sunt:
- desinență specifică de genitiv-dativ feminin singular la substantive și adjective. Exemplu: o casă (nominativ) vs. unei case (genitiv-dativ);
- articol hotărât enclitic: lup → lupul;
- frecvența mărită a terminației de neutru plural -uri: cuib → cuiburi;
- formă de viitor analitică, cu latinescul volo „a voi” ca verb auxiliar: voi cânta;
- formă de condițional prezent analitică: aș cânta;
- vocala ă[34].